# Dorstenia benguellensis
Dorstenia benguellensis är en mullbärsväxtart som beskrevs av Friedrich Welwitsch. Dorstenia benguellensis ingår i släktet Dorstenia och familjen mullbärsväxter. Inga underarter finns listade i Catalogue of Life.